# Czorsztyn
Czorsztyn (prononciation : [ˈt͡ʂɔrʂtɨn]) est un village de Pologne située au sud du pays, dans la voïvodie de Petite-Pologne. Czorsztyn est le siège de la gmina de Czorsztyn.

## Géographie
La ville est située dans les Piénines. Un barrage de 56 m de haut a été construit dans la vallée et mise en service en 1997. Le barrage a créé un lac artificiel, appelé lac de Czorsztyn, rempli par le Dunajec. Le lac a une superficie de 11 km2 et contient 234,5 millions de m3. Le remplissage du lac par le Dunajec a forcé le déplacement du village

## Histoire
Le village est fondé au début du XIIIe siècle par des colons allemands, les Walddeutsche, qui sont exilés par le roi hongrois András II.
Le château de Czorsztyn, est construit à la même époque. En 1246, il appartient au chevalier Piotr Wydżga et au XVe siècle au staroste Zawisza Czarny. En 1433, des Hussites l'incendient. Le château est connu pour sa place dans la révolte Kostka-Napierski en 1651, une révolte paysanne menée par Aleksander Kostka-Napierski, un partisan de Bogdan Khmelnitski, et qui aboutit à la prise du château. Le village est situé au pied du château.